# Elytrimitatrix guisayotea
Elytrimitatrix guisayotea là một loài bọ cánh cứng trong họ Cerambycidae.